# Paul Roes
Paul André Marie Roes (Wageningen, 2 april 1889 - Parijs, 15 mei 1955), was concertpianist, muziekpedagoog, componist en auteur van boeken over muziektheorie en musicologie. Vanaf 1929 was hij werkzaam in Parijs.

## Levensloop
Paul Roes werd op 2 april 1889 in Wageningen geboren. Zijn vader was directeur en grootaandeelhouder van het familiebedrijf, de NV Wageningsche Lederfabriek vh J.B. Roes en Zonen.
Hij leerde op jonge leeftijd piano spelen van zijn moeder Rosalia Roes-Schaepman. Hij bezocht in Nijmegen de H.B.S. (Canisius College), waarna hij ging studeren aan het seminarie Rolduc bij Kerkrade. Paul vertrok echter naar Amsterdam om zich aan muziek te wijden. Op het Sweelinck Conservatorium studeerde hij piano bij Anton Tierie en Julius Röntgen. Vervolgens studeerde hij in Berlijn bij Ferruccio Busoni. In 1913 debuteerde hij in Londen in de Aeolean Hall.
Na zijn debuut volgden tournees in Zwitserland, Duitsland, Oostenrijk, Nederland en de Verenigde Staten. In Parijs leidde hij een succesvolle pianoschool, die in lijn met de methoden zoals hij die geleerd had van Busoni de principes volgden van de wijze van spelen zoals uitgevoerd door Liszt en Chopin. Hij heeft diverse diverse talentvolle pianospelers opgeleid of bijgeschoold, zoals Frédéric Gevers, Lode Backx, Marie Stuart de Backer en Raffaele D’Alessandro.
In 1914 trouwde hij met Eeke Houwink. Zij trad op als zijn impresario. Het echtpaar woonde tot 1929 in Wassenaar en emigreerde in dat jaar naar Frankrijk. Het echtpaar woonde de rest van hun leven in Parijs (Rue Berton nr. 3, 16de Arrondissement). Het huwelijk bleef kinderloos. Hij schreef zijn achternaam als Roës, zodat Fransen zijn naam beter zouden uitspreken.
Vanaf 1935 verzorgde hij samen met pianiste Suzelène van Hall cursussen muziektheorie in Parijs, Lyon en Genève. Deze cursussen resulteerden in het schrijven van een vijftal werken over muziektheorie en musicologie. Het laatste werk, La Musique Mystère et Réalité, verscheen postuum in 1955. Paul Roes overleed in 1955 in Parijs, waarna zijn lichaam naar Wageningen werd overgebracht om daar in het familiegraf te worden bijgezet.

## Werken
Paul Roes componeerde een aantal werken die hij ook regelmatig uitvoerde. De composities zijn niet uitgegeven.
- Il Giorno (piano)
- Prélude pour Piano
- Meditations sur un thème de Beethoven (piano) (25 minuten)
- La Vita Eterna (piano)
- Cadenza voor het Derde Pianoconcert van Beethoven (20 minuten)
- Lieder. Acht melodieën op tekst van Baudelaire en Li-Tai-Po
- March for piano (4 minuten)
- Concerto pour Piano et Orchestre (1934)[5] (40 minuten)
- Cycle du Jour, vijf stukken voor piano:
  - La Nuit, l’Aube, Midi, la 6e heure, le Crépuscule (25 minuten)

## Publicaties
Uitgegeven door Henry Lemoine & Co. In Parijs:
- Essai sur la Technique du Piano (1935)
- L’Elément Fondamental de la Technique, du Jeu chez Liszt et Chopin (1937)
- La Musique et L’Artisan du Piano (1939)
- La Technique Fulgurante de Busoni (1941)
- La Musique Mystère et Réalité (1955)[6]